# ロス・リンチ
ロス・ショア・リンチ（Ross Shor Lynch、1995年12月29日 - ）はアメリカ合衆国の歌手、俳優、作詞家、ダンサー。ディズニー・チャンネルで放送されていたドラマである『オースティン&アリー』のオースティン・ムーン役として知られる。
兄弟や友人と結成した五人組バンド「R5」のメンバーである。R5という名称はメンバーのファーストネーム(エリントン・ラトリフはセカンドネーム)の頭文字が全員Rであることから来ている。
その他、ディズニー・チャンネル・オリジナル・ムービーの『ティーン・ビーチ・ムービー』、またその続編である『ティーン・ビーチ 2』でも主演を務めるなど、注目を集めている。
2015年5月にはニューヨークにあるマダム・タッソー館に蝋人形が展示された｡

## 来歴
ロス・リンチはコロラド州リトルトンに、5人兄弟の三男として生まれる。4年生までは家で勉強をしていた。また、歌とピアノ、ギターを学ぶ。2007年に、家族とともにカリフォルニア州ロサンゼルスに移住し、兄・ライカーにエンターテイメントの夢を追うことを許してもらう。
ピアノ、ドラム、ベース、ウクレレを演奏することができ、ギターを得意としている。また、マンドリンとバイオリンを練習中である。南カリフォルニアにダンス会社を設立したダンスグループ、the Rage Boyz Crewとダンスしたことがある。アメリカン・ダンスアイドルに出演し、『Moises Rules!』にゲスト出演した。また、アントン・トロイとともに『Grapple!』などの映画に出演した。
2011年にディズニーチャンネルのドラマオースティン&アリーに主役のオースティン・ムーン役として出演する。2011年12月に放送され、2012年にシーズン2、2013年にシーズン3、2015年にシーズン4が放送された。
2013年に、ディズニーチャンネルのオリジナルムービー「ティーン・ビーチ・ムービー」で主演のブレイディ役を演じ、さらに2015年にはその続編の「ティーン・ビーチ 2」で同じく主演のブレイディ役を演じた。

### R5として

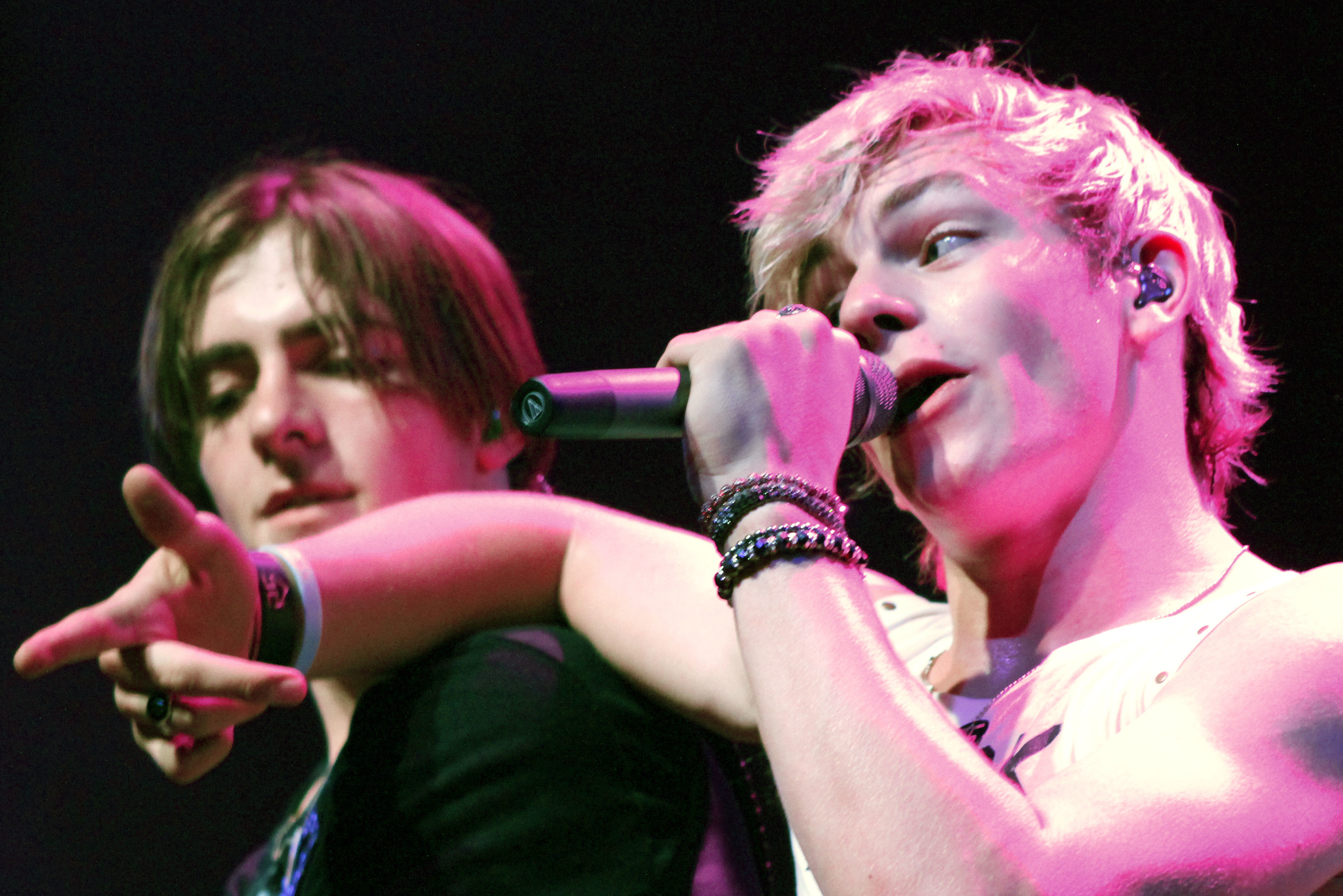
2013年

ロスはR5のギター兼メインボーカルとして活躍している。グループは3人の兄弟と、彼らの友人のエリントン・ラトリフで構成されている。2010年3月に、主に兄・ライカー、ロッキー、姉・ライデルが書いた歌を収録したEP、『Ready Set Rock』をリリースし、同年9月にはハリウッド・レコードと契約をした。さらに2013年秋にはアルバム『Louder』をリリースし、2015年7月10日に世界同時発売であるセカンドアルバム『Sometime Last Night』をリリースした。さらに2013年秋に初来日し、2016年1月12日、13日にLIQUIDROOM、14日に赤坂BLITZで来日公演を行った。さらに、2016年8月に来日。SUMMER SONICに出演。 2017年5月にはR5として3つ目のアルバムとなる『New Addictions』をリリース。2018年1月23日と24日にZepp Tokyo、1月25日にはZepp Nambaで来日公演を行った。
2018年3月、R5のSNSアカウントが　The driver era として始動。 これにより、R5からThe Driver Eraに"シフト"し、兄のロッキー・リンチと2人で活動している。

### 2020年代以降
2023年、トロイ・シヴァンのミュージックビデオ「ワン・オブ・ユア・ガールズ」に出演、翌年6月27日に開催されたトロイのロンドン公演にもゲスト出演し、ロスとトロイそれぞれがお互いの首筋を舐める、ロスが服を脱ぐなど二人でMVさながらの濃厚な絡みを披露した。

## 出演作品

### 映画
| 年   | 邦題 原題                                          | 役名                                | 備考     |
| ---- | -------------------------------------------------- | ----------------------------------- | -------- |
| 2010 | Grapple!                                           | アーロン Aaron                      |          |
| 2011 | A Day as Holly's Kids                              | Holly's Actual Kid 1                |          |
| 2014 | ザ・マペッツ2/ワールド・ツアー Muppets Most Wanted | 若い花屋の店員 Young Florist        |          |
| 2016 | Snowtime!                                          | Piers                               | 声の出演 |
| 2017 | My Friend Dahmer                                   | ジェフリー・ダーマー Jeffrey Dahmer |          |
| 2018 | ステータス・アップデート Status Update             | カイル・ムーア Kyle Moore           |          |

### テレビ出演
| 年        | 邦題 原題                                                       | 役名                                         | 備考                                         |
| --------- | --------------------------------------------------------------- | -------------------------------------------- | -------------------------------------------- |
| 2009      | Moises Rules!                                                   | Ross "The Boss"                              |                                              |
| 2011-16   | オースティン&アリー Austin & Ally                               | オースティン・ムーン Austin Moon             |                                              |
| 2011      | ジェシー! Jessie                                                | オースティン・ムーン Austin Moon             |                                              |
| 2013      | ティーン・ビーチ・ムービー Teen Beach Movie                     | ブレイディ Brady                             | ディズニー・チャンネル・オリジナル・ムービー |
| 2013      | アルティメット・スパイダーマン Ultimate Spider-Man              | ウェアウルフ・バイ・ナイト Werewolf by Night | テレビアニメ                                 |
| 2015      | ヴィオレッタ Violetta                                           | 本人                                         |                                              |
| 2015      | ティーン・ビーチ 2 Teen Beach 2                                 | ブレイディ Brady                             | ディズニー・チャンネル・オリジナル・ムービー |
| 2015      | ガール・ミーツ・ワールド Girl Meets World                       | オースティン・ムーン Austin Moon             |                                              |
| 2018-2019 | サブリナ: ダーク・アドベンチャー Chilling Adventures of Sabrina | ハービー・キンクル                           | Netflixにて配信                              |

## 参照
1. ↑  “Austin & Ally - Cast - Ross Lynch”.   Disney Channel Media net. 2011年12月10日時点のオリジナルよりアーカイブ。2013年11月6日閲覧。 “Born December 29, 1995, in Littleton, Colorado”
2. ↑  “"Austin & Ally," A Comedy About An Unlikely Friendship, Premieres Sunday, December 4 on Disney Channel”.   Disney Channel (2011年11月1日). 2014年1月15日閲覧。
3. ↑  Ng, Philiana (2012年3月11日). “Disney Channel Renews 'Austin & Ally' (Exclusive)”. The Hollywood Reporter (Prometheus Global Media) 2012年3月12日閲覧。
4. ↑  Duncan, Charlie (2024年6月28日). “Troye Sivan gives Ross Lynch a steamy on-stage lap dance during tour’s London stop”. PinkNews 2024年6月3日閲覧。